# Равтау (станция)
Равтау (баш. Рафтау, баш. Ыраутау, баш. Раутау) — железнодорожный и географический объект в Архангельском районе Республики Башкортостан. Код ЕСР 653817. Координаты
Включает путевое хозяйство до жд. моста через р. Инзер, пристанционные строения, включая ПС Равтау КТП-4368, поселок при станции Равтау и пр.
Равтау входит в: Куйбышевская железная дорога, линия Карламан — Инзер (55,600 км)
Остановочные пункты до и после Равтау:
- о.п. 53 км | разъезд Равтау | о.п. 60 км[2]

Название — по скале (тау) на берегу р. Инзер, у места впадения ее притока р. Рау, возле острова Рау-Тамак. Участок вверх от устья выбран был местом строительства железнодорожного моста через Инзер.

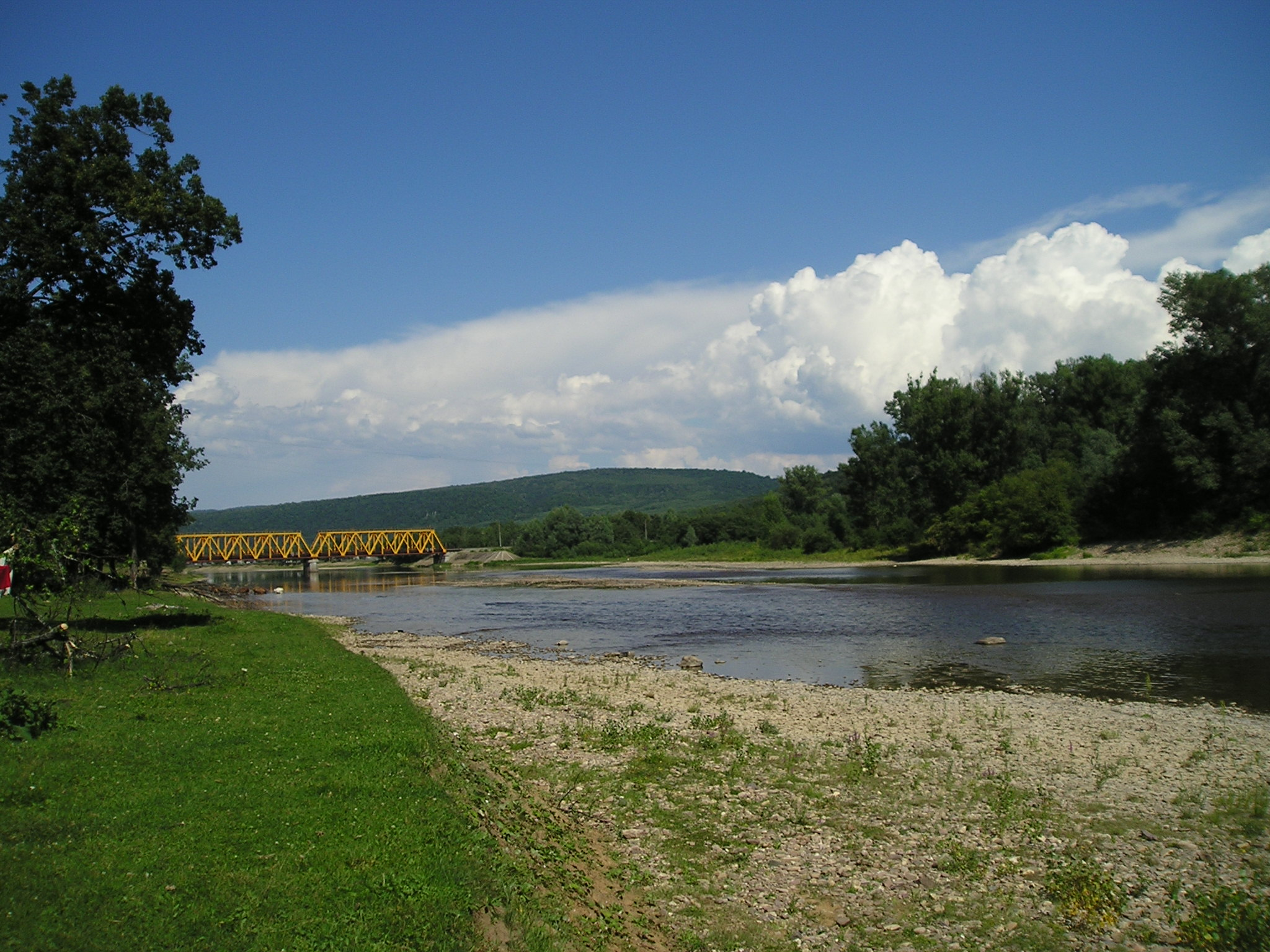
Мост через р. Инзер возле станции Равтау. Автор фото: Шамиль Валеев